# Tenrecidae
I Tenrecidi (Tenrecidae Gray, 1821) sono una famiglia di mammiferi diffusi prevalentemente in Madagascar ma anche in altre aree dell'Africa orientale.

## Descrizione
Questa famiglia comprende specie dalle sembianze differenti, che hanno avuto la loro culla evolutiva nel Madagascar, differenziandosi, per radiazione adattativa, in modo da occupare nicchie ecologiche che in altre parti del mondo sono state occupate da altre famiglie e assumendo, per convergenza evolutiva, forme simili a quelle degli Erinaceidi, dei Soricidi, dei Muridi e persino degli Otaridi.
Ne fanno parte specie che vivono sottoterra, specie terricole, arboricole e acquatiche, di dimensioni e peso comprese fra i pochi cm di lunghezza del genere Microgale ai 40 cm del tenrec comune.
Caratteristica dei Tenrecidae è quella di avere una cloaca, ossia un tratto comune dove sfociano l'intestino e l'apparato urogenitale, comune in rettili, anfibi e uccelli, molto meno nei mammiferi.
Altra caratteristica peculiare è quella di avere una temperatura corporea piuttosto bassa, che rende inutile la presenza di testicoli esterni nei maschi per raffreddare lo sperma.

## Biologia
La maggior parte delle specie hanno abitudini notturne e occhi piccoli con vista debole: tuttavia gli altri sensi sono ben sviluppati, in particolare i tenrec possiedono delle vibrisse assai sensibili sul muso.
Generalmente sono animali onnivori, anche se gran parte della loro dieta è costituita da insetti.
La gestazione dura intorno ai 2 mesi, al termine dei quali viene dato alla luce un numero variabile di cuccioli, dai 2 delle potamogali ai 32 del tenrec comune: le femmine possiedono fino a 32 mammelle, più di ogni altro mammifero.

## Tassonomia
La famiglia Tenrecidae era in passato attribuita all'ordine polifiletico degli Insettivori.
Recenti studi filogenetici hanno definito la sua appartenenza all'ordine degli Afrosoricidi.
Comprende 10 generi e 30 specie, suddivisi in 4 sottofamiglie, tre delle quali (Geogalinae, Oryzorictinae e Tenrecinae) sono endemiche del Madagascar, mentre la quarta (Potamogalinae) è presente anche in aree dell'Africa continentale.
- Sottofamiglia Geogalinae
  - genere Geogale
    - Geogale aurita - Tenrec dalle grandi orecchie
- Sottofamiglia Oryzorictinae
  - genere Limnogale
    - Limnogale mergulus - Tenrec dalle zampe a rete

  - genere  Microgale
    - Microgale brevicaudata - Tenrec toporagno a coda corta
    - Microgale cowani - Tenrec toporagno di Cowan
    - Microgale dobsoni - Tenrec toporagno di Dobson
    - Microgale drouhardi - Tenrec toporagno di Drouhard
    - Microgale dryas - Tenrec toporagno driade
    - Microgale fotsifotsy - Tenrec toporagno pallido
    - Microgale gracilis - Tenrec toporagno minore
    - Microgale gymnorhyncha - Tenrec toporagno a muso nudo
    - Microgale jobihely - Tenrec toporagno settentrionale[1].
    - Microgale longicaudata - Tenrec toporagno minore a coda lunga
    - Microgale monticola - Tenrec toporagno montano
    - Microgale nasoloi - Tenrec toporagno di Nasolo
    - Microgale parvula - Tenrec toporagno pigmeo
    - Microgale principula - Tenrec toporagno maggiore a coda lunga
    - Microgale pusilla - Tenrec toporagno di Least
    - Microgale soricoides - Tenrec toporagno dai denti aguzzi
    - Microgale taiva - Tenrec toporagno di Taiva
    - Microgale talazaci - Tenrec toporagno di Talazac
    - Microgale thomasi - Tenrec toporagno di Thomas

  - genere  Oryzorictes
    - Oryzorictes hova - Tenrec talpa
    - Oryzorictes tetradactylus - Tenrec del riso a quattro dita
- Sottofamiglia Tenrecinae
  - genere  Echinops
    - Echinops telfairi - Tenrec riccio minore

  - genere Hemicentetes
    - Hemicentetes nigriceps - Tenrec striato di montagna
    - Hemicentetes semispinosus - Tenrec striato di pianura

  - genere  Setifer
    - Setifer setosus  - Tenrec riccio maggiore

  - genere  Tenrec
    - Tenrec ecaudatus - Tenrec comune

- Famiglia Potamogalidae
  - Sottofamiglia Potamogalinae
  - genere  Micropotamogale
    - Micropotamogale lamottei - Potamogale del monte Nimba
    - Micropotamogale ruwenzorii - Potamogale del Ruwenzori

  - genere  Potamogale
    - Potamogale velox - Potamogale maggiore o toporagno lontra

## Rapporti con l'uomo
A Mauritius, dove scarseggiano le fonti di proteine animali oltre al pesce, i tenrec comuni (che sull'isola sono stati introdotti) vengono allevati a scopo alimentare, o cacciati nelle foreste con l'ausilio di tradizionali mazze di legno.
Il tenrec riccio minore è una delle 16 specie di mammiferi il cui DNA è stato sequenziato.